# Sebastopol
Sebastopol (en ruso y ucraniano, Севастóпoль, Sevastópol′; en tártaro de Crimea, Акъяр, Aqyar) es una ciudad portuaria ubicada en la península de Crimea (en disputa entre Rusia y Ucrania), la más poblada de toda la península con 344 144 habitantes (datos de 2014). En ella se encuentra la base de la Flota del Mar Negro de la Armada de Rusia.
Su situación política es disputada. En la actualidad, Rusia administra y gobierna la ciudad bajo el estatus de ciudad federal, pero no es reconocida por Ucrania ni por parte de la comunidad internacional, ni por la ONU ya que su secesión y reincorporación a Rusia se realizó sin respetar la legislación ucraniana y por tanto es considerada como «ilegal», por lo que según la jurisdicción ucraniana el territorio sigue conformando una ciudad con estatus especial. La Rada Suprema de Ucrania aprobó el 15 de abril de 2014, con 228 votos a favor de un total de 450, una ley que define como «territorios bajo ocupación temporal» a la República de Crimea y la ciudad de Sebastopol. La normativa indica que dichos territorios son «parte inalienable» de Ucrania y están sujetos a las leyes ucranianas, pero señala que Rusia debe indemnizar el daño económico de la anexión y responder por cualquier violación de derechos humanos que se produzca en la península.
De acuerdo con la Ley sobre Nuevos Territorios Federales de la Federación de Rusia, la ciudad puede considerarse parte de Rusia desde el momento de la firma del acuerdo interestatal del 18 de marzo.
Sebastopol cuenta también con el título de Ciudad Heroica, debido a su papel durante la Segunda Guerra Mundial.

## Etimología
Sebastopol es un nombre formado a partir del griego Sebastópolis, es decir, Ciudad Augusta (o imperial). Se compone del adjetivo σεβαστός (sebastos, 'venerable') y el sustantivo πόλις (pólis) ('ciudad'). Σεβαστός es el equivalente entre los pueblos de habla griega del Imperio romano del título honorífico de Octavio; Augusto, el cual pasó a ser parte de la titulatura oficial de los emperadores romanos, luego los bizantinos y fue usado por los monarcas de los estados que se consideraban sus sucesores; el Sacro Imperio Romano Germánico y el Imperio ruso.
Sebastópolis, a pesar de su estructura, no es el nombre antiguo de la ciudad (que se llamó Quersoneso) sino que fue creado como una imitación en homenaje a la emperatriz Catalina II, la Grande, quien ordenó su fundación en 1783 y la visitó en 1787, acompañada por el emperador austríaco José II.

## Historia

### Quersoneso
En el lugar donde actualmente se emplaza Sebastopol existía desde el siglo V a. C. una colonia griega denominada Quersoneso (Χερσόνησος), que luego conquistaron los romanos el año 114 d. C.

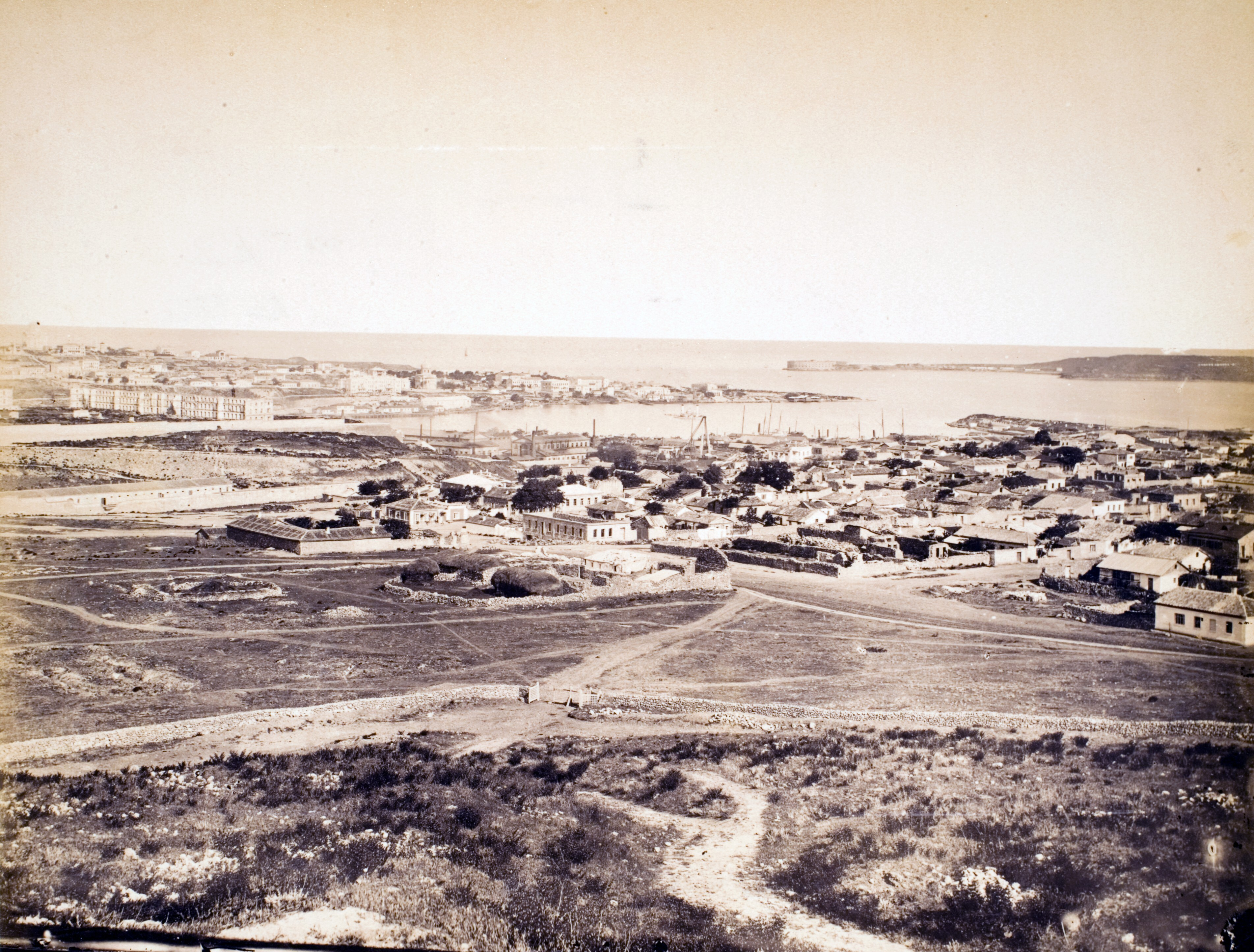
Sevastopol, Department of Image Collections, National Gallery of Art Library, Washington D. C.

Más tarde formó parte del Imperio romano y de su continuación; el Imperio bizantino, cuando se la denominó Quersón (trasliterado Cherson) hasta el siglo XV. 
Según la tradición fue evangelizada por el apóstol San Andrés en el siglo I y una popular leyenda relata que el tercer papa, san Clemente de Roma fue deportado al Quersoneso Táurico (actual Crimea) donde murió mártir al ser arrojado al mar con un ancla atada al cuello. El 16 de septiembre de 655, el papa Martín I, también fue exiliado y murió en Quersoneso. 
En 988, la ciudad  fue tomada por el príncipe Vladimiro I de Kiev, quien, según la leyenda, junto con su séquito, se convirtió aquí a la ortodoxia.
Fue destruida por el ejército de la Horda de Oro en el siglo XV y su territorio fue controlado primero por el Principado de Teodoro, y en 1475-1781 por el Kanato de Crimea,  vasallo del Imperio otomano.

### Imperio ruso

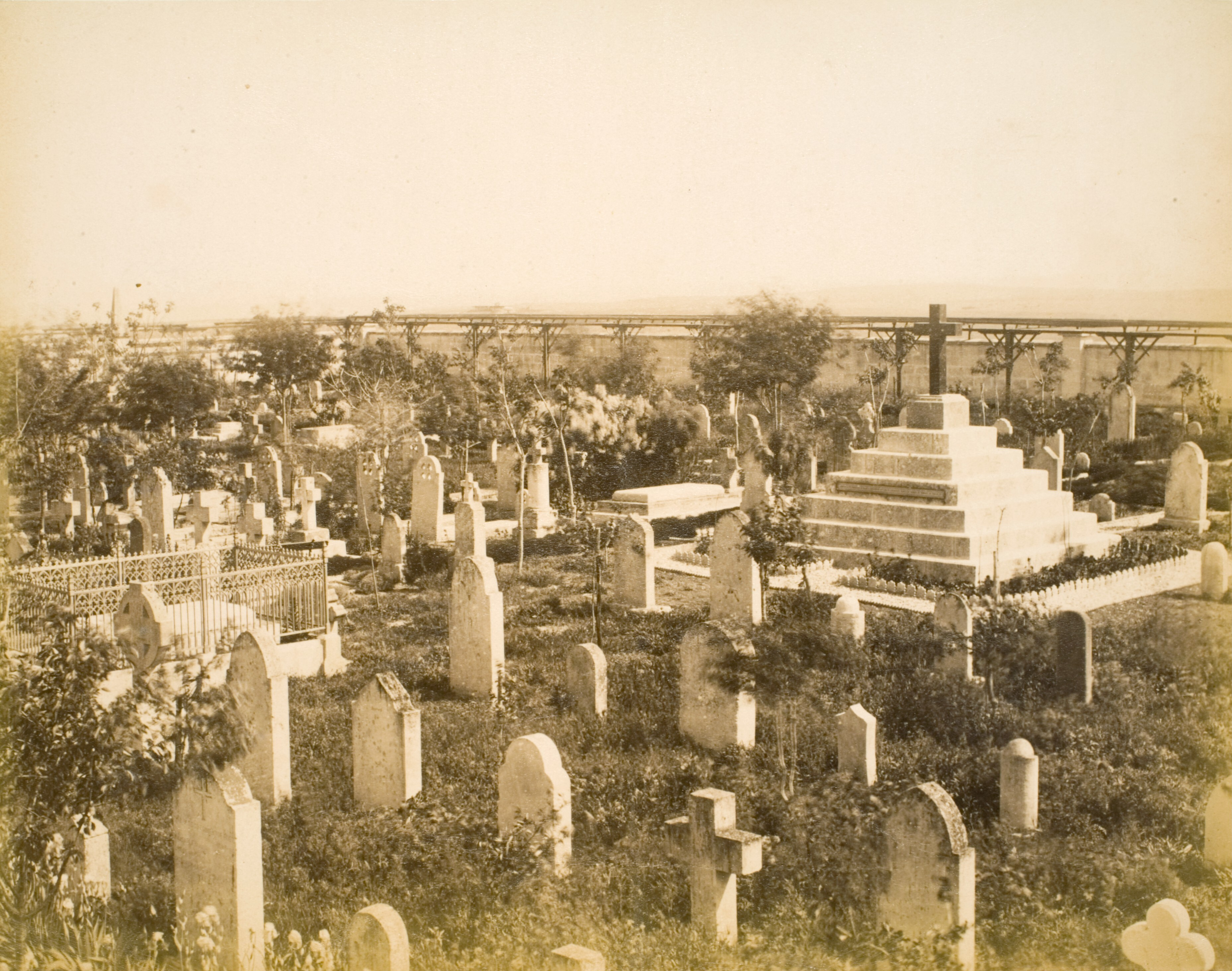
Complejo Británico, Sebastopol, Department of Image Collections, National Gallery of Art Library, Washington D. C.

Al terminar la guerra ruso-turca con la victoria de Rusia, en 1774, el Kanato de Crimea fue reconocido como un estado nacional independiente según el Tratado de Küçük Kaynarca entre el Imperio ruso y el Imperio otomano, pero fue anexado formalmente por el Imperio ruso en 1783. El mismo año Sebastopol fue fundada por Grigori Potiomkin durante la anexión de Crimea al Imperio ruso de Catalina II de Rusia, a fin de convertirse en una importante base naval artillada y posteriormente en un activo puerto.

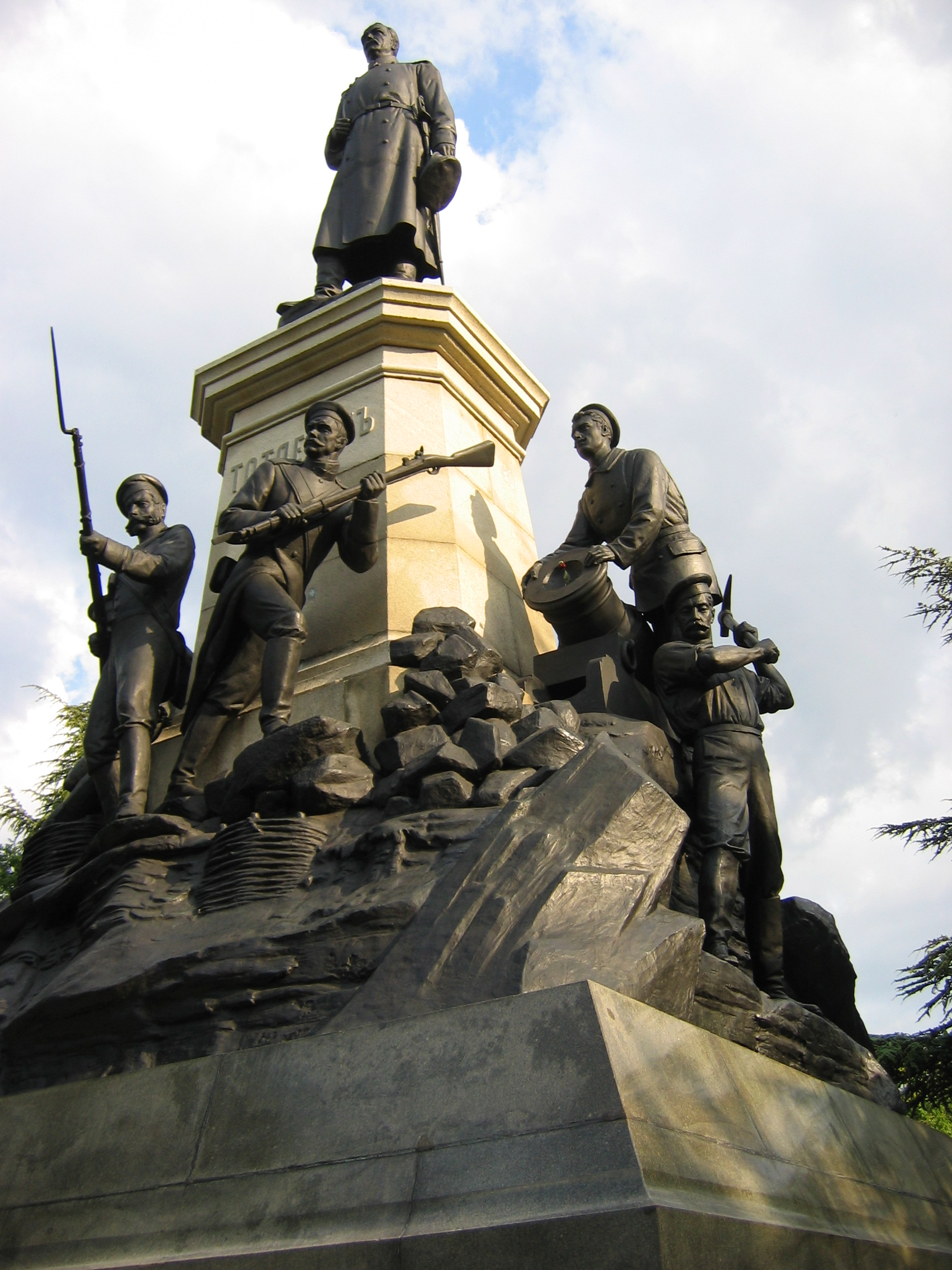
Vista del monumento a los defensores de la ciudad durante la guerra de Crimea, y en particular, al Teniente General E. I. Totleben (Э. И. Тотлебeн).

Sebastopol fue sitiada por primera vez durante la Guerra de Crimea por el Reino Unido y Francia, cayendo tras 11 meses de intenso asedio (1854-1855). Los Relatos de Sebastopol de Lev Tolstói nos sitúan en la Guerra de Crimea (1853-1856), más concretamente en el sitio de Sebastopol, en cuya defensa participó como oficial de artillería en el cuarto bastión defensivo.
En la última fase de la guerra civil rusa, acaecida desde 1918 hasta 1920, la ciudad portuaria fue la sede del cuartel general del Ejército Blanco bajo el mando del barón Piotr Nikoláievich Wrángel.

### Época soviética
Entre 1921 y 1941, la ciudad hizo parte de la República Autónoma Socialista Soviética de Crimea (RASS de Crimea).
Durante la Segunda Guerra Mundial, Sebastopol sufrió otro asedio de 250 días en 1941-42, en el cual el ejército soviético fue cercado junto a la población civil por las tropas de la Alemania Nazi. Al caer la ciudad, se exterminó a la mayoría de la población pero, al revertirse el curso de la guerra, las tropas soviéticas aniquilaron a las tropas alemanas en 1944. En virtud del sitio, se le concedió a Sebastopol el título de Ciudad Heroica en 1945.
Tras ser disuelta la RASS de Crimea, la ciudad no pertenecía al óblast de Crimea, sino que formó una unidad administrativa propia. En 1957, la ciudad de Balaklava fue incorporada a Sebastopol.

### Tras la disolución de la URSS
Tras la disolución de la Unión Soviética en 1991, el estatus legal de la ciudad fue motivo de reiterada controversia entre los parlamentos de Rusia y Ucrania, mientras que el resto de la península de Crimea siguió formando parte de Ucrania como república autónoma. En Sebastopol quedaban estacionadas tanto la Armada de Ucrania como la Flota del Mar Negro de Rusia, surgidas de la partición de la Flota del Mar Negro de la URSS. El 28 de mayo de 1997, Rusia y Ucrania firmaron el «Acuerdo acerca del estatus y condiciones de la permanencia de la Flota del Mar Negro de la Federación de Rusia en territorio de Ucrania» - en ruso: «Соглашение о статусе и условиях пребывания Черноморского флота Российской Федерации на территории Украины» - por el que Ucrania permitía a Rusia conservar una base militar en la ciudad hasta 2042. El acuerdo fue firmado por los presidentes de ambos países, Leonid Kuchma y Borís Yeltsin. En 2014, Rusia violó de una manera unilateral dicho acuerdo al proceder a la anexión de Crimea por Rusia.
Desde entonces, la ciudad fue administrativamente un municipio excluido de la República Autónoma de Crimea, pero parte integrante del territorio de Ucrania. El territorio del municipio es de 863,5 km² y se subdivide en cuatro raiones (distritos).

### Crisis de Crimea y anexión a Rusia
El 6 de marzo de 2014, Sebastópol se declaró unilateralmente un sujeto federal de la Federación Rusa. El 11 de marzo la República de Crimea y la ciudad de Sebastopol declararon su independencia de Ucrania. Los concejales del Ayuntamiento de Sebastopol votaron el día 17 de marzo a favor de la integración de la ciudad en la Federación Rusa, con el mismo estatus de las ciudades de Moscú y San Petersburgo.
El 16 de marzo de 2014 se realizó en Sebastopol un referéndum en el cual votaron el 89,51% de los ciudadanos inscritos, de los cuales el 95,6% respondió sí a la pregunta «¿está a favor de la unificación de la península de Crimea con Rusia como sujeto de la Federación?».
El 21 de marzo de 2014 el presidente Vladímir Putin firmó la ley que formalizó la anexión de la República de Crimea y de la ciudad de Sebastopol a la Federación Rusa, ley que había sido previamente aprobada por el Consejo de la Federación y la Duma Estatal y declarada legítima por la Corte Constitucional. Anteriormente, el 18 de marzo habían sido firmados los acuerdos de la anexión. Alexéi Chaly, que ejercía como alcalde interino, firmó en representación de Sebastopol.

## Disputa sobre la base naval entre Rusia y Ucrania

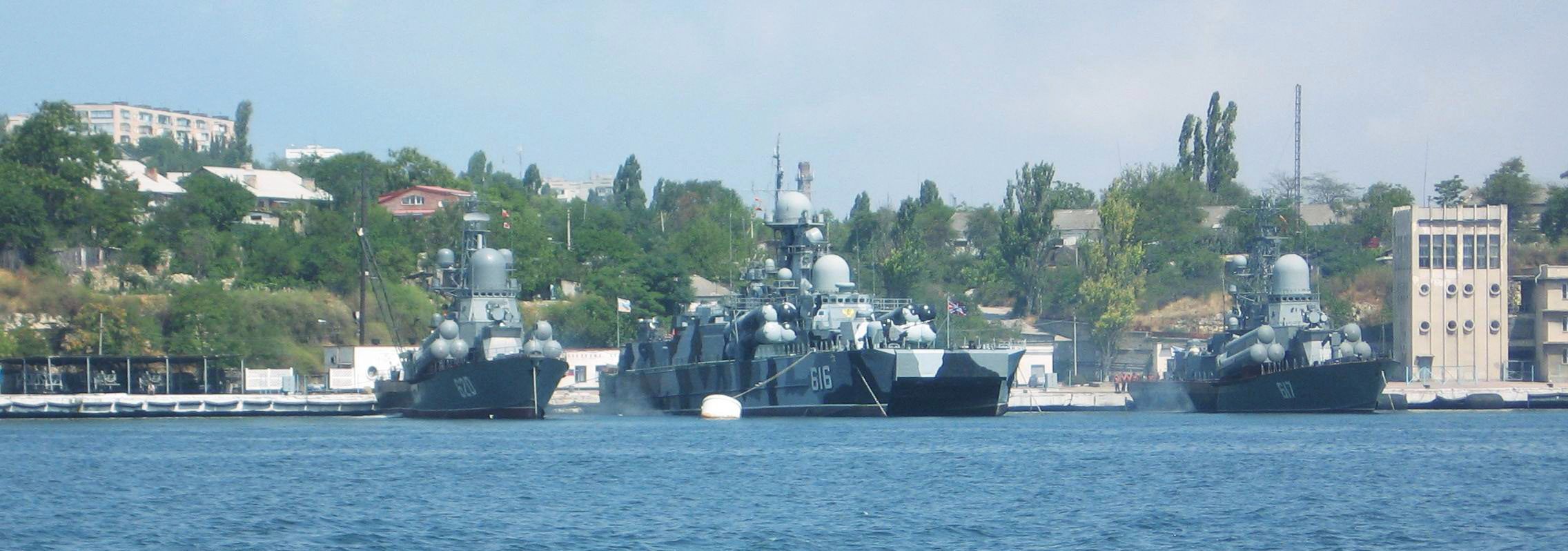
Flota del Mar Negro (Armada Rusa) en Sebastopol.

De acuerdo con un tratado de 1997, la flota rusa del mar Negro estaba estacionada en la ciudad. Al principio Rusia no reconocía la soberanía ucraniana sobre Crimea, argumentando además que la ciudad jamás había estado integrada en Ucrania al estar sujeta al estatus de base militar. Finalmente se reconoció la soberanía de Ucrania sobre todo el territorio en 1997. En 2010 el contrato de arrendamiento fue extendido hasta 2042. Desde la integración de Sebastopol en Rusia en 2014, todos estos acuerdos son nulos y sin efecto, correspondiendo la soberanía total sobre la ciudad a Rusia. Debido a esto, los acuerdos fueron revocados por Rusia.
En marzo de 2014 Sebastopol declaró su independencia (junto con la República de Crimea), y días más tarde volvió a depender de Moscú 23 años después de la disolución de la Unión Soviética.

## Geografía

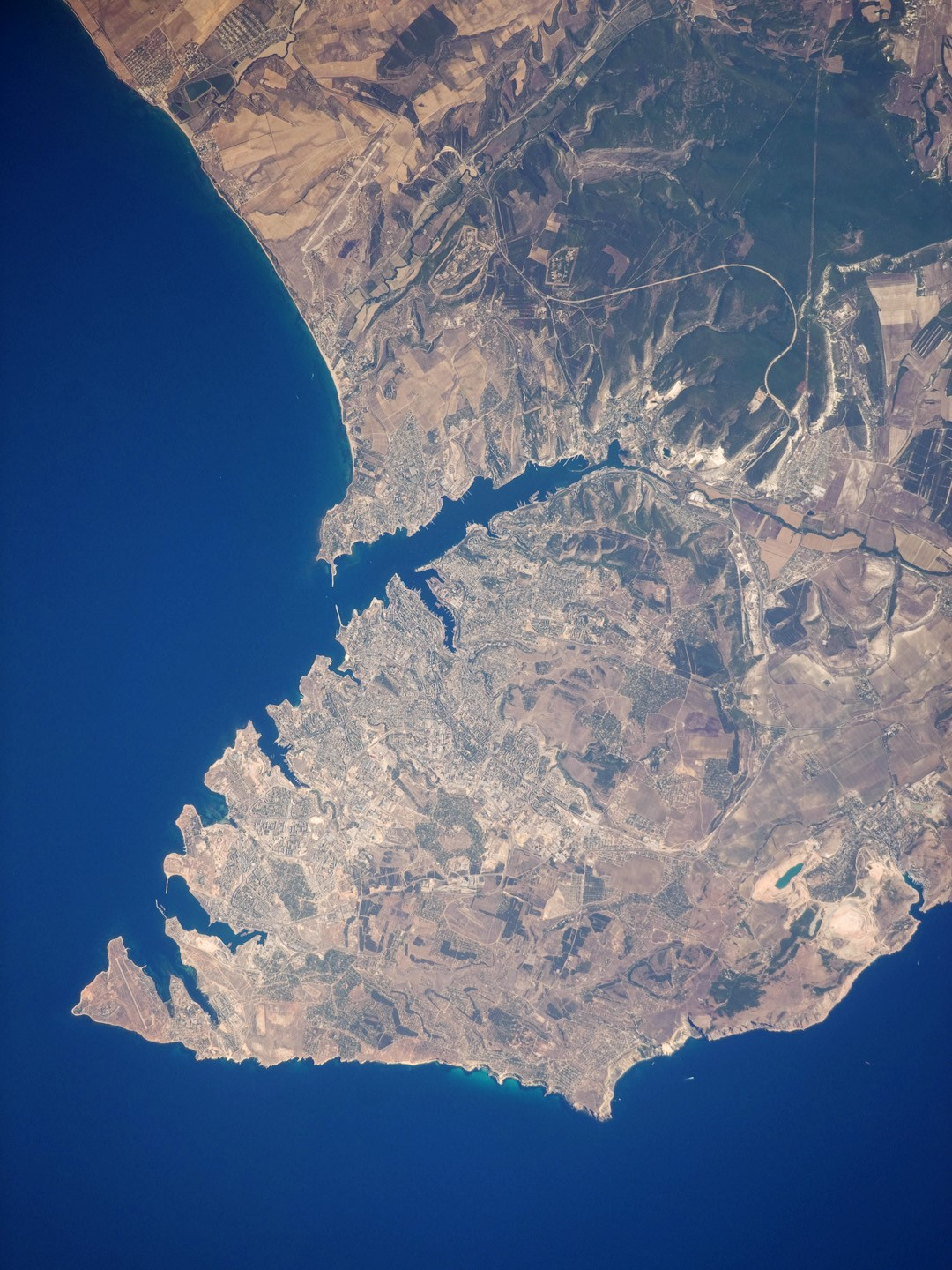
Imagen satelital de la zona de Sebastopol.

La ciudad de Sebastopol se encuentra en el extremo suroeste de la península de Crimea, en un promontorio conocido como península de Heracles en la costa del mar Negro. La ciudad en sí se concentra sobre todo en la parte occidental de la región y a lo largo de la bahía de Sebastopol. Esta bahía es una ría, un cañón inundado por el aumento del nivel del mar durante el Holoceno, y la desembocadura del río Chorna. Al sureste de Sebastopol se encuentra la antigua ciudad de Balaklava (desde 1957 incorporada dentro de Sebastopol), bahía que en la época soviética sirvió como puerto principal para los submarinos diésel soviéticos.
El litoral de la región es principalmente rocoso, en una serie de pequeñas calas, un gran número de las cuales se encuentran dentro de la bahía de Sebastopol. Hay más de treinta bahías en la región inmediata. A través de la región fluyen tres ríos: el Belbek, el Chorna y el Kacha. Las tres cadenas montañosas de los montes de Crimea están representadas en Sebastopol. Cerca de la ciudad también se encuentra el cabo Aya.

### Clima
Sebastopol tiene un clima subtropical húmedo (Cfa en la clasificación climática de Köppen), similar al del sureste de Estados Unidos, la cuenca del Río de la Plata o el este de China.
La temperatura media anual es de 15 °C durante el día y alrededor de 8 °C en la noche. En los meses más fríos, enero y febrero, la temperatura promedio es de 4 °C durante el día y alrededor de -6 °C en la noche. En los meses más cálidos, julio y agosto, la temperatura media es de alrededor de 24 °C durante el día y alrededor de 17 °C en la noche. En general, la temporada de verano dura 5 meses, desde alrededor de mediados de mayo a septiembre, cuando la temperatura suele alcanzar los 20 °C o más en la primera mitad de octubre. La precipitación media es de alrededor de 460 milímetros por año. Hay cerca de 2345 horas de sol al año.
| Parámetros climáticos promedio de Sebastopol | Parámetros climáticos promedio de Sebastopol | Parámetros climáticos promedio de Sebastopol | Parámetros climáticos promedio de Sebastopol | Parámetros climáticos promedio de Sebastopol | Parámetros climáticos promedio de Sebastopol | Parámetros climáticos promedio de Sebastopol | Parámetros climáticos promedio de Sebastopol | Parámetros climáticos promedio de Sebastopol | Parámetros climáticos promedio de Sebastopol | Parámetros climáticos promedio de Sebastopol | Parámetros climáticos promedio de Sebastopol | Parámetros climáticos promedio de Sebastopol | Parámetros climáticos promedio de Sebastopol |
| Mes                                          | Ene.                                         | Feb.                                         | Mar.                                         | Abr.                                         | May.                                         | Jun.                                         | Jul.                                         | Ago.                                         | Sep.                                         | Oct.                                         | Nov.                                         | Dic.                                         | Anual                                        |
| -------------------------------------------- | -------------------------------------------- | -------------------------------------------- | -------------------------------------------- | -------------------------------------------- | -------------------------------------------- | -------------------------------------------- | -------------------------------------------- | -------------------------------------------- | -------------------------------------------- | -------------------------------------------- | -------------------------------------------- | -------------------------------------------- | -------------------------------------------- |
| Temp. máx. media (°C)                        | 5.9                                          | 6.0                                          | 8.9                                          | 13.6                                         | 20.5                                         | 24.7                                         | 27.3                                         | 26.9                                         | 22.6                                         | 17.1                                         | 11.9                                         | 8.1                                          | 16.1                                         |
| Temp. media (°C)                             | 2.9                                          | 2.8                                          | 5.4                                          | 9.8                                          | 15.7                                         | 19.7                                         | 22.1                                         | 22.1                                         | 17.5                                         | 12.6                                         | 8.2                                          | 5.0                                          | 12                                           |
| Temp. mín. media (°C)                        | -0.2                                         | -0.4                                         | 2.0                                          | 6.1                                          | 10.9                                         | 14.8                                         | 17.1                                         | 17.9                                         | 12.5                                         | 8.1                                          | 4.5                                          | 2.0                                          | 7.9                                          |
| Precipitación total (mm)                     | 57                                           | 46                                           | 42                                           | 36                                           | 39                                           | 54                                           | 44                                           | 47                                           | 46                                           | 41                                           | 57                                           | 74                                           | 583                                          |
| Días de precipitaciones (≥ )                 | 12                                           | 11                                           | 10                                           | 10                                           | 9                                            | 9                                            | 7                                            | 8                                            | 7                                            | 9                                            | 11                                           | 13                                           | 116                                          |
| Horas de sol                                 | 93                                           | 87                                           | 155                                          | 180                                          | 248                                          | 300                                          | 310                                          | 279                                          | 240                                          | 186                                          | 90                                           | 62                                           | 2230                                         |
| Fuente n.º 1: weather2travel.com             |                                              |                                              |                                              |                                              |                                              |                                              |                                              |                                              |                                              |                                              |                                              |                                              |                                              |
| Fuente n.º 2: Climate-Data.org               |                                              |                                              |                                              |                                              |                                              |                                              |                                              |                                              |                                              |                                              |                                              |                                              |                                              |

## Condición política y subdivisiones

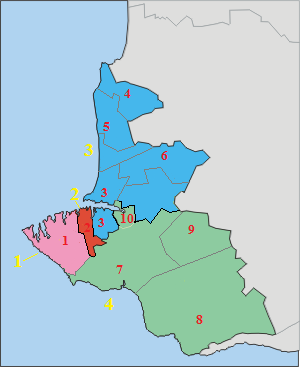
División Administrativa de la Municipalidad de Sebastopol:
1.- Raión de Gagarin
(1.- municipio de Gagarin)
2.- Raión de Lenin
(2.- municipio de Lenin)
3.- Raión de Najímov
(3.- municipio de Najímov, 4.- municipio de Andréievka, 5.- municipio de Kacha, 6.- municipio de Verkhniesadovoe)
4.- Raión de Balaklava
(7.- municipio de Balaklava, 8.- municipio de Orlynoe, 9.- municipio de Ternovka, 10.- municipio de ciudad Inkerman)

Administrativamente, la ciudad de Sebastopol es la tercera ciudad federal de Rusia (después de Moscú y San Petersburgo).
El municipio de Sebastopol cuenta con dos ciudades (Sebastopol e Inkerman), un distrito urbano (Kacha) y un número de aldeas. Su territorio está dividido administrativamente en cuatro raiones.
Dos raiones son completamente urbanos, el raión de Gagarin en la parte occidental de Sebastopol y el raión de Lenin al centro de la ciudad. El raión de Najímov que incluye la parte norte de Sebastopol está situado al norte del río Belbek e incluye la comuna urbana de Kacha. Finalmente el raión de Balaklava, que es el más grande, incluye la parte sureste de Sebastopol, la ciudad de Inkerman y una amplia zona rural.
Antes de la transferencia de Crimea de 1954 de la RSS de Rusia a la RSS de Ucrania, Sebastopol fue elevada en una «ciudad de subordinación republicana» de la Federación Rusa (un predecesor de la actual «ciudad de importancia federal»). Sin embargo, en la práctica todavía se regía como una parte del Óblast de Crimea (por ejemplo, los habitantes de Sebastopol elegían diputados para el consejo regional y todas sus estructuras, como departamentos militares locales, entre otros, estaban subordinados a estructuras provinciales) y por lo tanto estaba prácticamente transferido también. La Constitución de Ucrania de 1978 incluyó a Sebastopol como una de sus «ciudad de subordinación republicana» junto con Kiev, mientras que la constitución rusa del mismo año no incluyó a Sebastopol como tal. En 1993, el Sóviet Supremo de Rusia emitió una resolución, que confirma el «estado federal ruso de Sebastopol» y pidió una comisión parlamentaria para preparar y presentar al Congreso de los Diputados del Pueblo de Rusia correspondientes enmiendas constitucionales, pero la crisis constitucional rusa de 1993 impidió que eso suceda y las revisiones iniciales de la Constitución de Rusia, aprobadas el 12 de diciembre de 1993, no incluyó a Sebastopol como un sujeto federal ruso. Tres años después, la Duma de Estado declaró que Rusia tenía derecho a ejercer la soberanía sobre Sebastopol, pero esta resolución no obtuvo ningún efecto real.

## Demografía
La población rusa en Sebastopol constituye el 70% de la población y el ruso es la lengua que predomina en un 97%. Sebastopol tiene una población aproximada de 381 977 habitantes. El área metropolitana de Sebastopol tiene 961 885 habitantes (2008). Según el censo nacional de Ucrania de 2001, la población de Sebastopol por grupo étnico se distribuye así: rusos (71,6 %), ucranianos (22,4 %), bielorrusos (1,6% ), tártaros (0,7 %), tártaros de Crimea (0,5 %), armenios (0,3%), judíos (0,3%), moldavos (0,2%) y azerbaiyanos (0,2%).
La estructura de la población por edad ha cambiado ligeramente en los últimos 10 años: el 14% de la población total residente es de 0 a 15 años en promedio, el 65% es de 16 a 59 años y el 21% de 60 años o más. Del total de la población de Sebastopol 172 800 (45,6%) son hombres y 206 500 (54,4%) son mujeres. La edad promedio de la población es de 41 años, la tasa de fertilidad es de 1,62. La esperanza media de vida de los residentes de Sebastopol es 69,67 años, que es ligeramente superior a la media nacional (69,29).

## Economía y transportes
La ciudad se destaca por sus industrias alimenticias, de desarrollo de maquinaria pesada y, sobre todo, de la construcción naval. Además, por sus cálidos veranos, es un importante destino turístico.

### Turismo

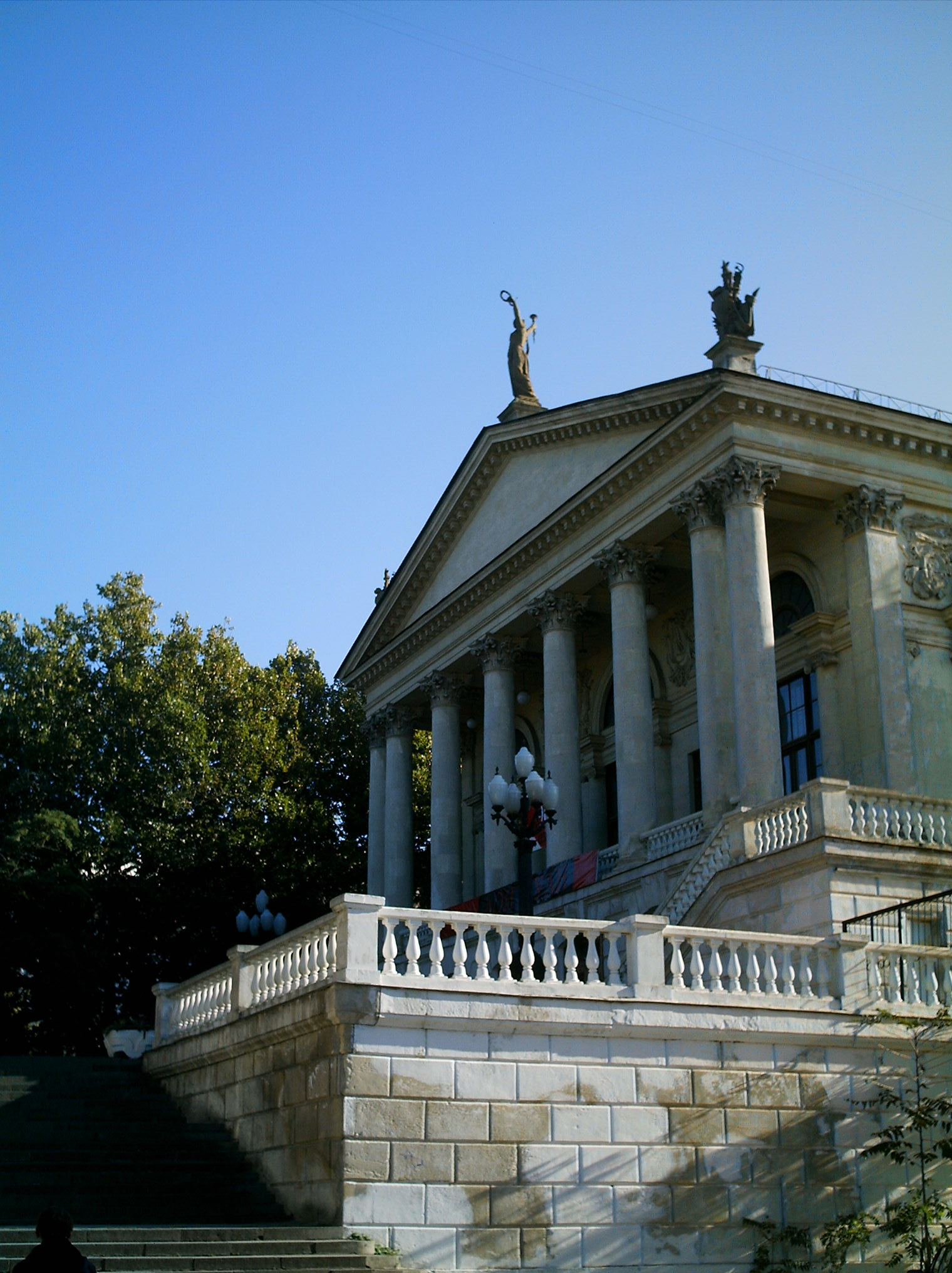
Teatro dramático ruso A. Lunacharsky en Sebastopol, construido entre 1954—1956

El Museo de la heroica defensa y liberación de Sebastopol posee el cuadro-panorama «Defensa de Sebastopol de 1854—1855». El «Diorama» tiene el cuadro «Asalto del monte de Sapún del 7 de mayo de 1944». Ésta también incluye la defensa del cementerio de la torre de Malajov y la iglesia de San Volodymyr, con el panteón de extraordinarios almirantes como Lázarev, Kornílov, Najímov e Istomin.
Otros sitio de interés son el Cementerio de la Confraternidad y el Monasterio de la cueva Inkerman ubicado en la cercana ciudad de Inkerman.

## Galería

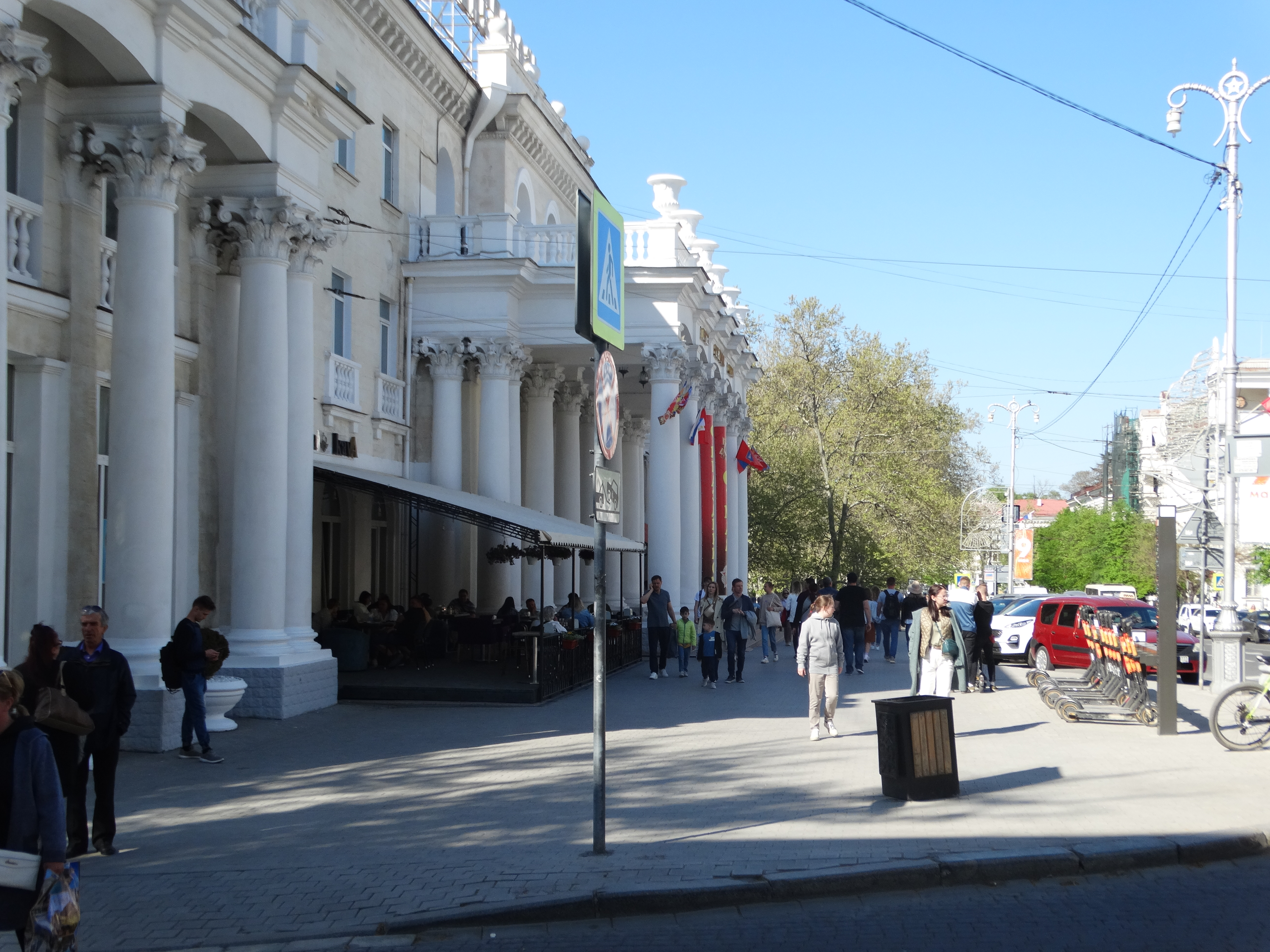
En las calles de la ciudad
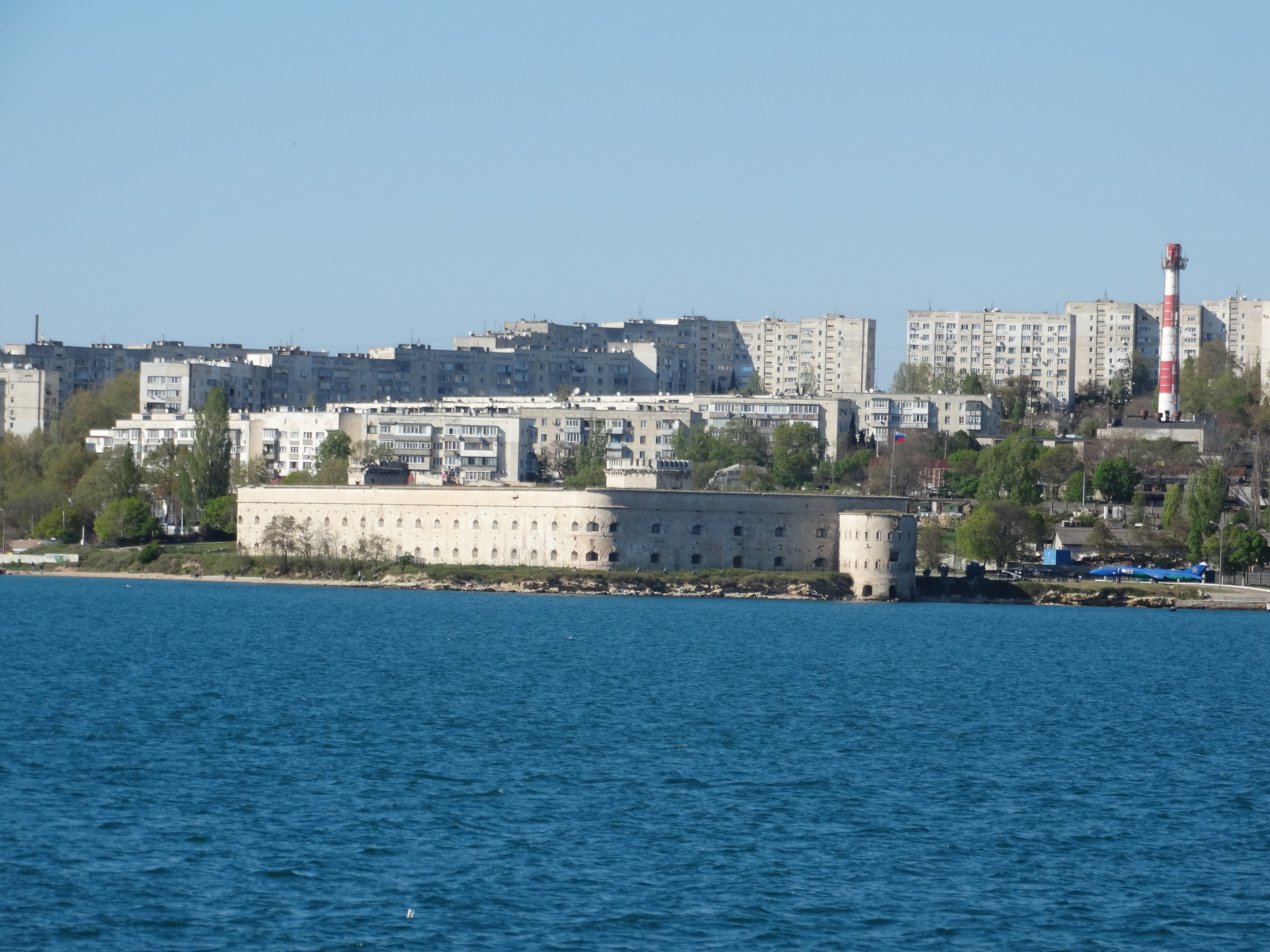
Uno de los fuertes
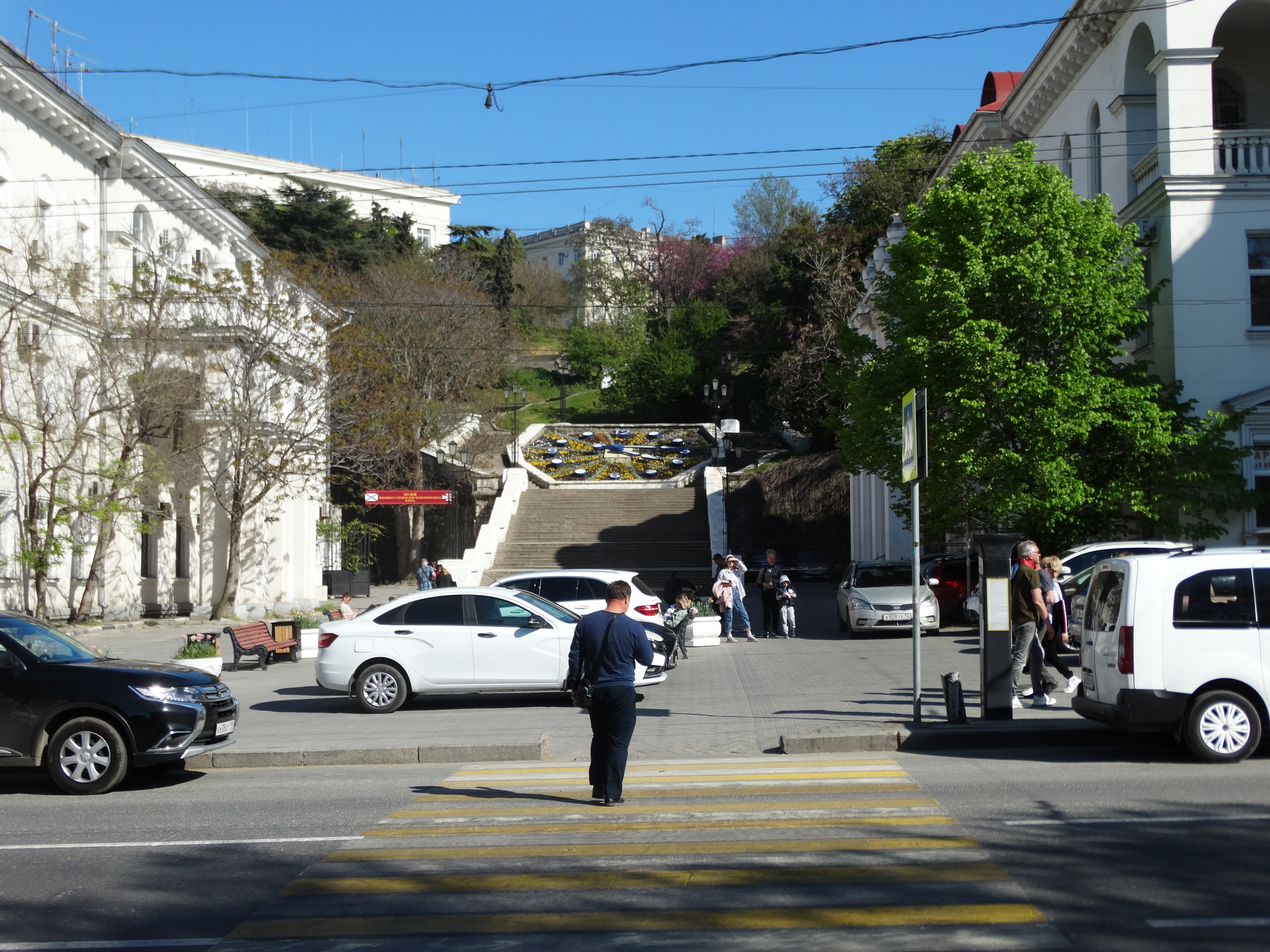
Escaleras y reloj floral.
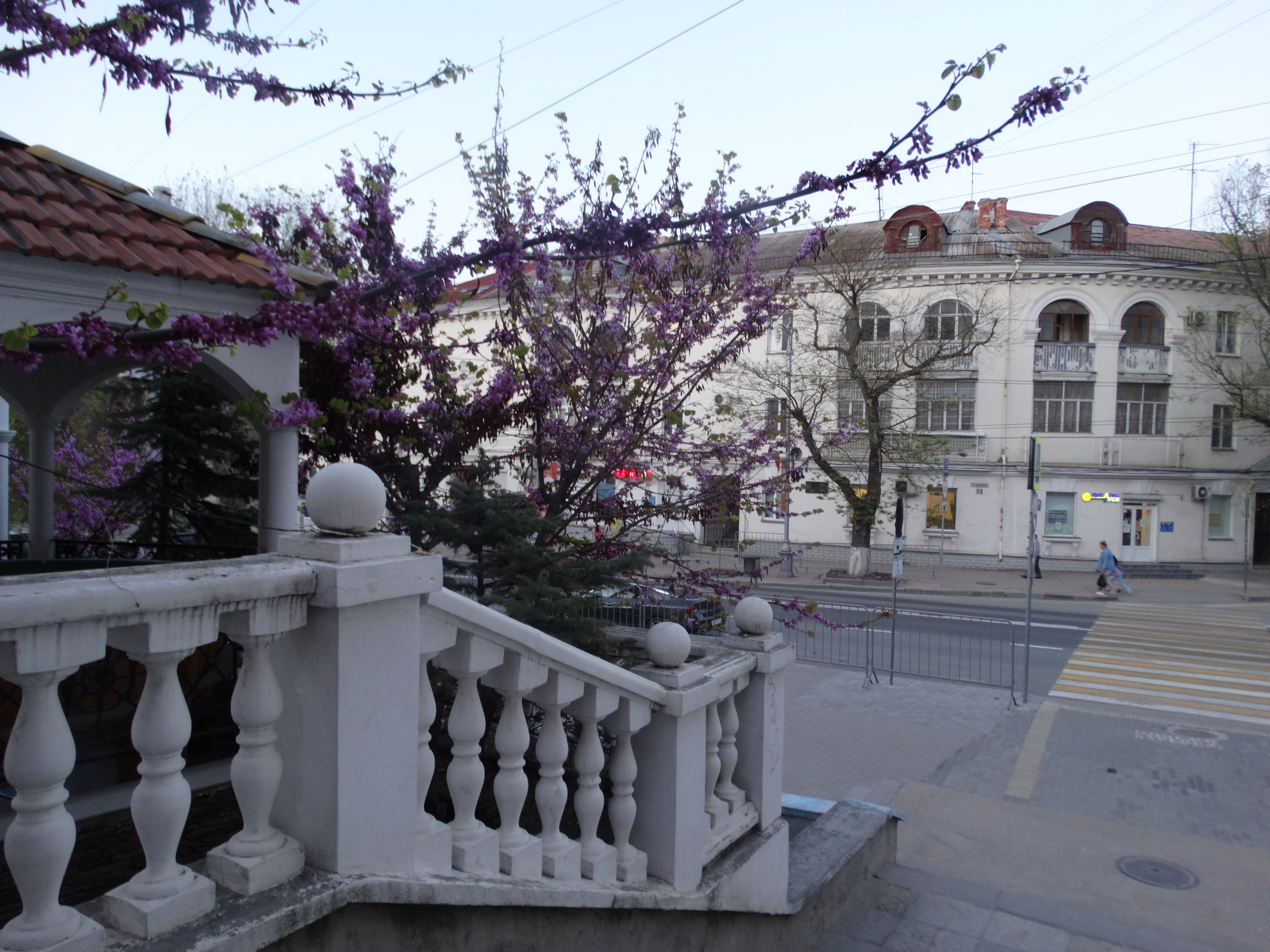
Pintoresco rincón de la ciudad
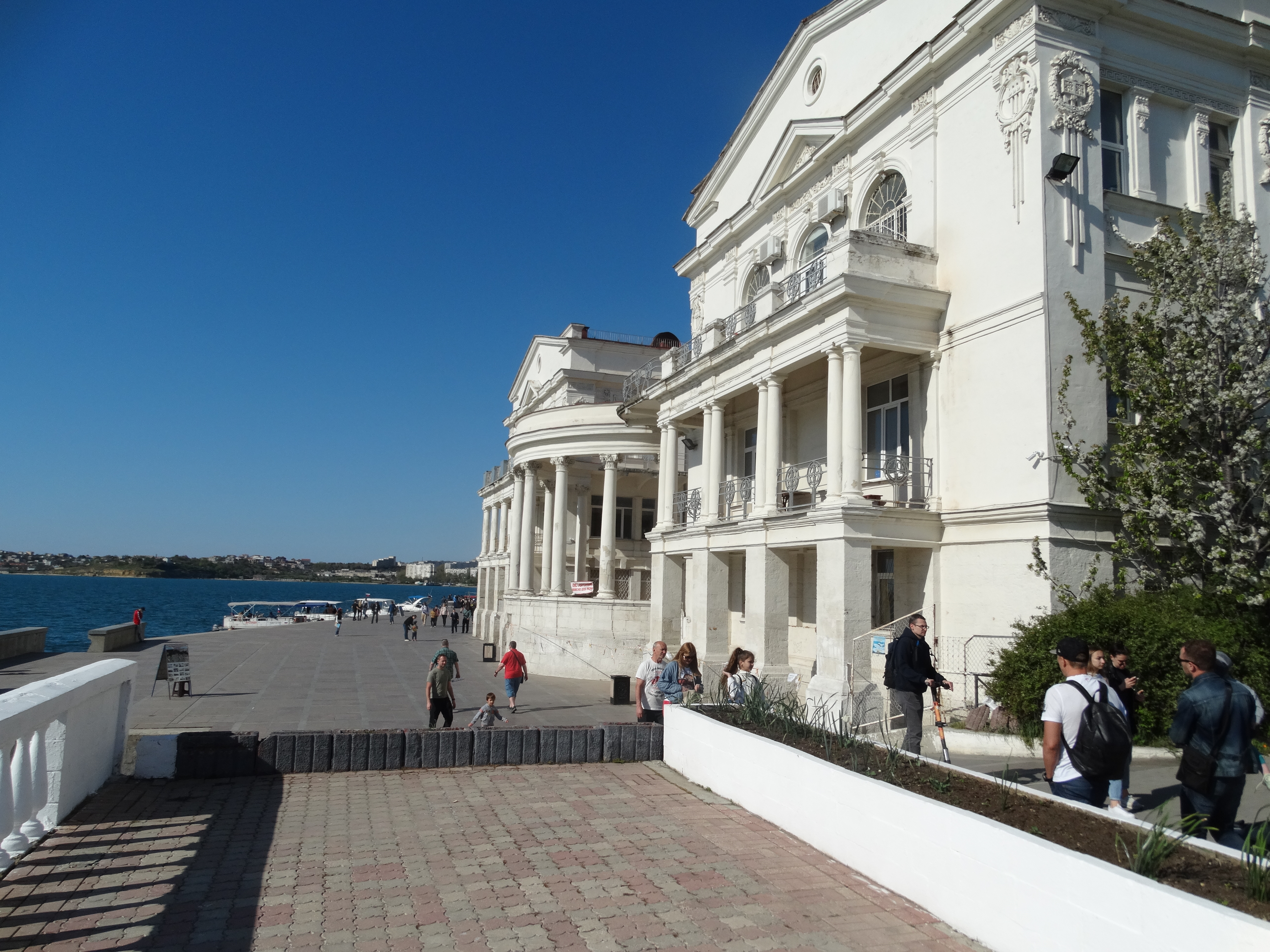
El terraplén
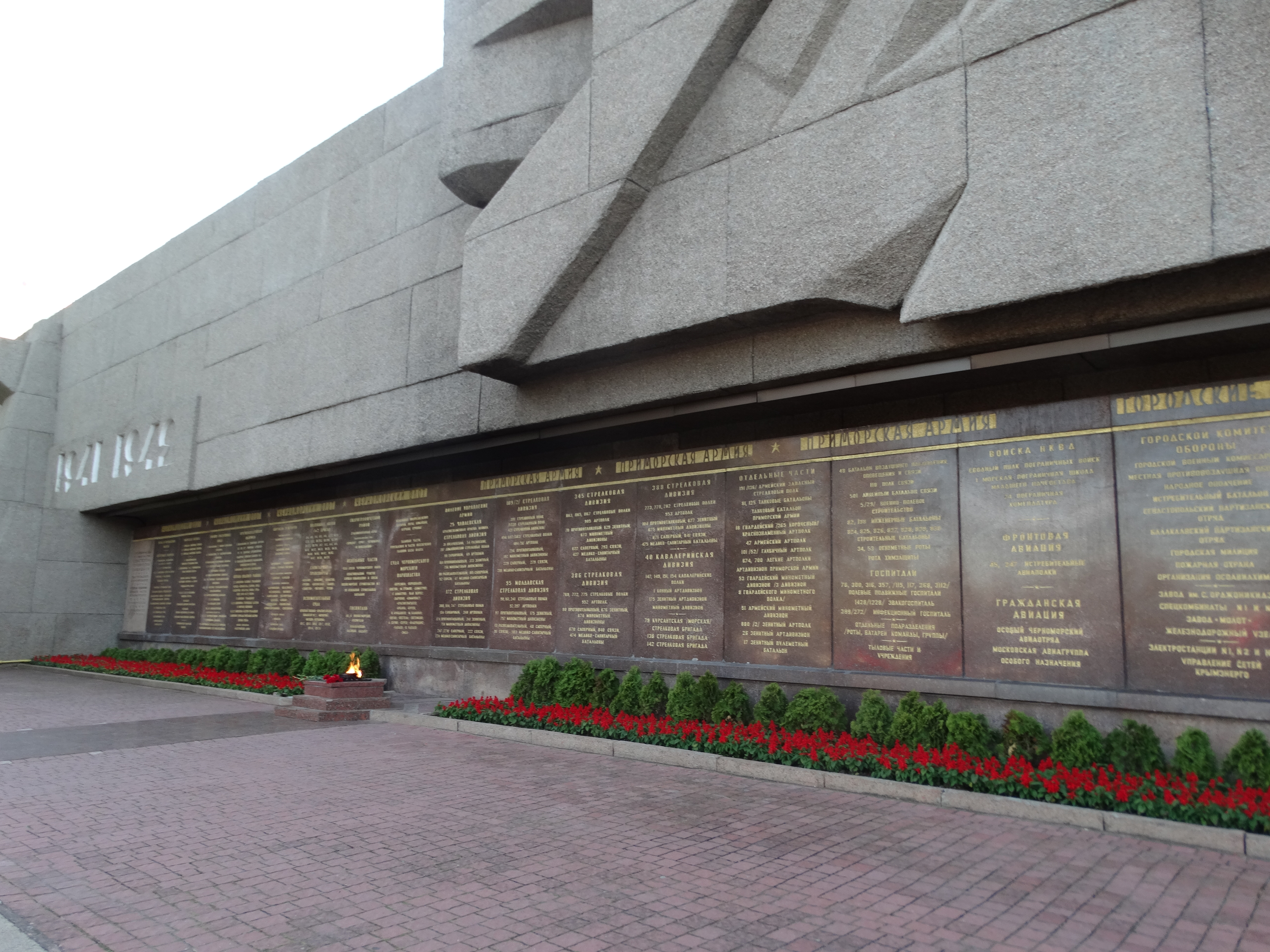
Llama eterna en el muro del dolor
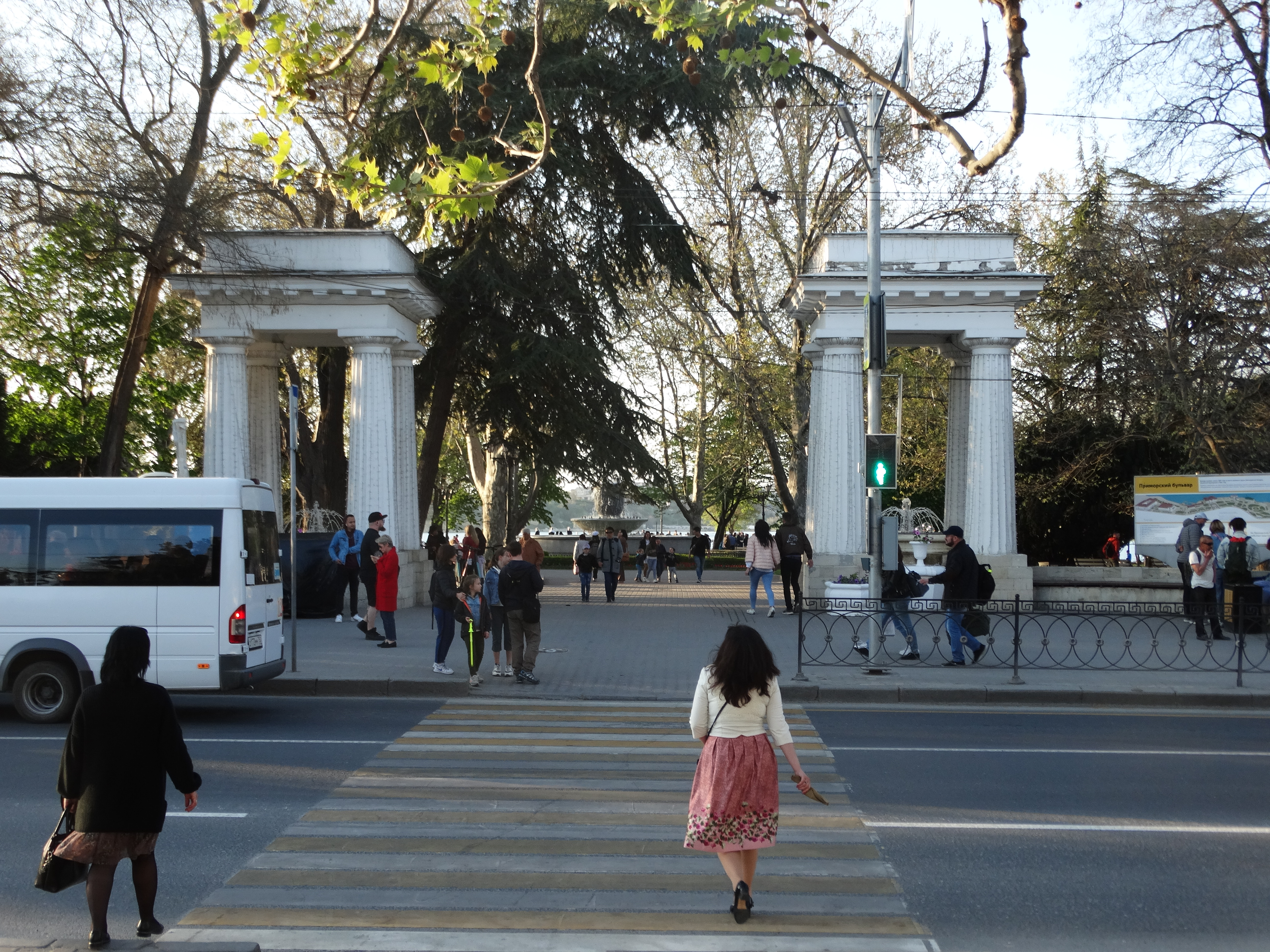
Entrada al parque de la ciudad
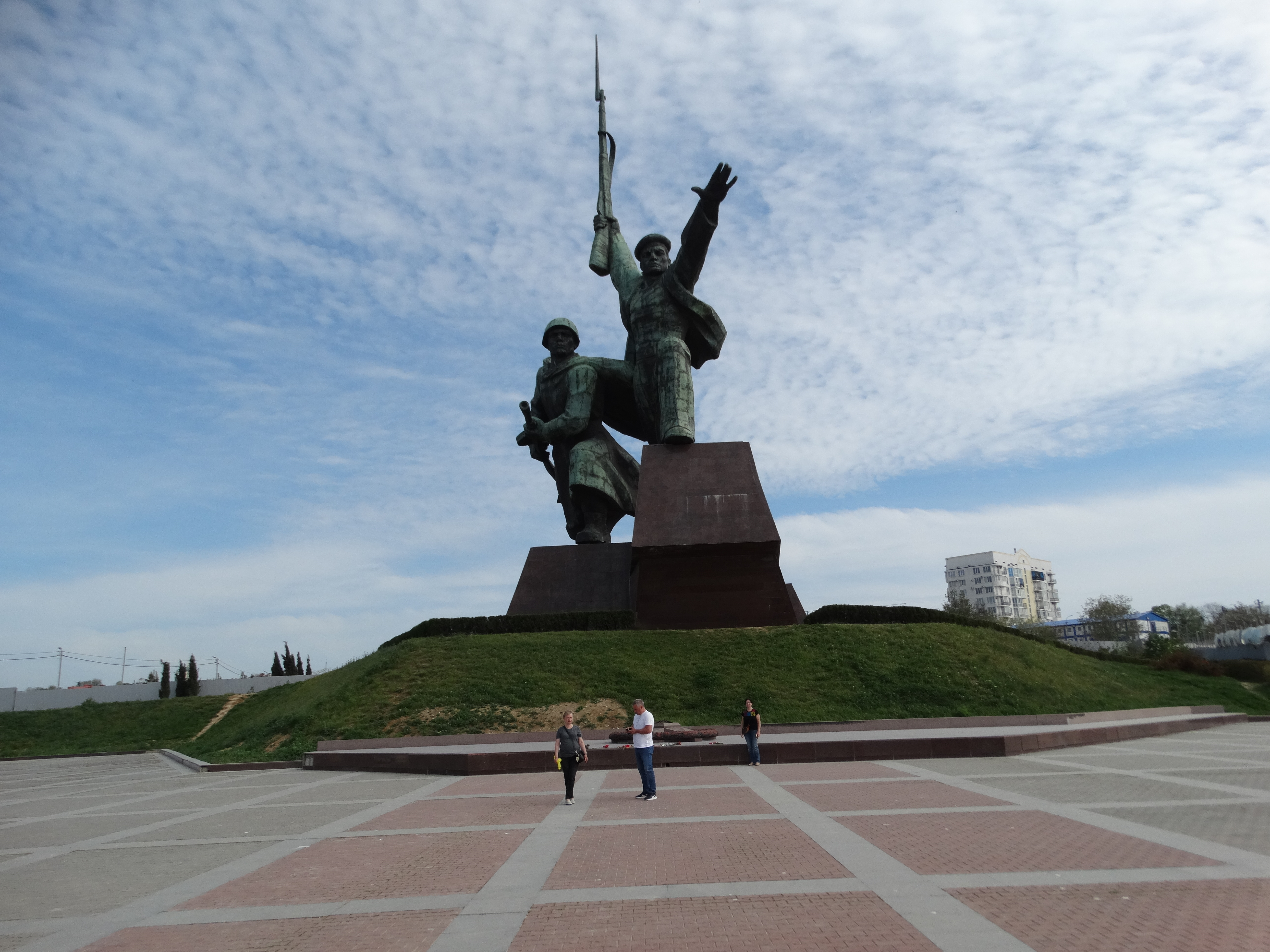
Monumento a los heroicos defensores de la ciudad

## Deportes
| Equipo        | Deporte | Competición             | Estadio               | Creación |
| ------------- | ------- | ----------------------- | --------------------- | -------- |
| FC Sevastopol | Fútbol  | Liga Premier de Ucrania | Estadio SK Sevastopol | 2002     |

## Personas famosas de Sebastopol
- Arkadi Avérchenko, dramaturgo ruso
- Iván Papanin, explorador ruso
- Konstantín Staniukóvich, escritor ruso

## Ciudades hermanadas
Sebastopol está hermanada con las siguientes ciudades:
| - Belgorod; Rusia - Galaţi, Rumanía; - Moscú; Rusia - San Petersburgo; Rusia - Petropavlovsk-Kamchatski; Rusia - Poti, Georgia (acuerdo de cooperación) - Volgogrado; Rusia - Kronstadt. Rusia |